# Raionul Comrat
Raionul Comrat (în găgăuză Komrat dolayı) este un raion din componența Unității Teritoriale Administrative Găgăuzia, Republica Moldova. Raionul este situat în partea de sud a Republicii Moldova și se mărginește la vest cu raionul Cantemir, la nord-vest cu raionul Leova, la nord cu raionul Cimișlia, la nord-est cu raionul Basarabeasca, la est cu raionul Ceadîr-Lunga, la sud cu raionul Taraclia, iar în sud-vest pe o porțiune scurtă cu raionul Cahul. Centrul raional este orașul Comrat cu o populație de 26.000 de locuitori. Din componența raionului face parte orașul Comrat și satele Alexeevca, Avdarma, Beșalma, Bugeac, Chioselia Rusă, Chirsova, Cioc-Maidan, Congaz, Congazcicul de Jos, Cotovscoe, Ferapontievca și Svetlîi. Populația raionului este de 67.000 de locuitori, majoritatea fiind etnici găgăuzi.